# بيل تاكر
بيل تاكر (بالإنجليزية: Bill Tucker)‏ هو لاعب كرة قدم أمريكية أمريكي، ولد في 14 سبتمبر 1943 في يونيون في الولايات المتحدة، وتوفي في 26 نوفمبر 2015 في سنيلفيل في الولايات المتحدة.

## وصلات خارجية
- بيل تاكر على موقع مرجع كرة القدم المحترفة.كوم (الإنجليزية)